# Cyrtyphus variegatus
Cyrtyphus variegatus is een keversoort uit de familie Belidae. De wetenschappelijke naam van de soort is voor het eerst geldig gepubliceerd in 1919 door Lea.